# هشت‌پای معمولی
اختاپوس معمولی (نام علمی: Octopus vulgaris) نام یک گونه از راسته هشت‌پا است.